# Atuatuca
Atuatuca was een centrale locatie van de Eburonen, die tijdens de Gallische Oorlog werd overgenomen door de Romeinen. Caesar beschreef hoe hij Atuatuca in 54 v.Chr. gebruikte als winterkamp voor anderhalf legioen, hoe deze troepen in de val werden gelokt door de Eburonen, en hoe hij er terugkeerde om het opstandige volk uit te roeien (53-51 v.Chr.). De juiste ligging van Atuatuca is onbekend. Aangenomen wordt dat de naam is overgegaan op het door de Romeinen gestichte Atuatuca Tungrorum (Tongeren), maar dat het oorspronkelijke Atuatuca iets verder lag. Mogelijk was dat op de Trappersberg in Berg, of – minder waarschijnlijk – op het Plateau van Caestert (zie Oppidum Caestert).

## De naam
Atuatuca is duidelijk verwant met de stamnaam Atuatuci. Van de varianten in de kopieën van Caesars tekst is Aduatu/ica het bekendst. Of Atuatuca een eigennaam was, is volgens sommigen twijfelachtig. Caesar schrijft: Id castelli nomen est. Dat kan geïnterpreteerd worden als: Dat is de naam van een versterking of: Dat is de [inheemse] benaming voor "versterking".. Een recente interpretatie dat de zin moet worden vertaald als Zo zal deze versterking heten (Caesar zou dan de naam zelf hebben gegeven) is taalkundig niet houdbaar.. 
Een mogelijke verklaring voor de verwantschap tussen de vesting Atuatuca en de stam der Atuatuci ligt erin dat de Eburonen ten tijde van de Gallische Oorlog ondergeschikt waren aan de Atuatuci. Atuatuca zou dan een dwangburcht in Eburoons gebied zijn geweest. Een andere hypothese is dat Caesar zelf in 53 v.Chr. de vestingnaam introduceerde, als onderdeel van zijn beleid om de Eburonen en alles wat aan hen herinnerde uit te wissen.

## Beschrijving van Atuatuca
De juiste ligging van het door Caesar vermelde Atuatuca is onbekend. Hij zelf geeft slechts vage aanduidingen: Atuatuca bevindt zich "ongeveer in het midden" van de gebieden der Eburonen; Atuatuca lag op "ongeveer" 50 mijl van het winterkwartier van Quintus Cicero bij de Nerviërs en "een weinig verder" (paulo amplius) van het winterkwartier van Titus Labienus aan de grens van Remi (Remers) en Treveri, die zelf op "ongeveer" 60 mijl van Cicero lag; op ongeveer twee mijl van Atuatuca lag een groot keteldal.
Bij dat keteldal hadden de Eburonen zich, onder leiding van Ambiorix, in een hinderlaag opgesteld. Voor de plaats waar zo'n hinderlaag kon worden opgesteld komt niet zomaar elke vallei in aanmerking. Het Romeins garnizoen van Atuatuca bestond uit 1 legioen en 5 cohorten (tezamen ongeveer 6300 man, exclusief een groot aantal niet-militairen) en volgens Caesar trokken zij "in een ellenlange colonne en met een maximum aan bagage" voort. De locatie moet dus een langgerekt ravijn zijn geweest, gelegen op de weg van Atuatuca naar het winterkamp van Cicero bij de Nerviërs.

## Identificatie van Atuatuca
In de literatuur zijn in het verleden een vijftigtal plaatsen voorgesteld als mogelijke locaties van Atuatuca, waaronder:
- Berg (Tongeren)[15]
- Oppidum Caestert
- Borgworm (voor wat het waard is signaleert men daar een toponiem Autuaxhe, waar een Romeinse villa aan het licht gebracht werd in 1838)
- de forten van Battice (bij Luik)
- Chaudfontaine
- Balmoral (bij Spa, België)
- Limburg aan de Veser (provincie Luik)
- Dolembreux (bij Esneux, België)
- Eschweiler-Ichenberg en Stolberg-Atsch (in de buurt van Aken - Duitsland)

Lange tijd heeft men gedacht dat het moest gaan om de stad Tongeren, dat immers Atuatuca Tungrorum heette. Dit wordt echter door geen enkele geleerde meer verdedigd en de aanname is ook niet noodzakelijk, aangezien de naam "Atuatuca" vrij eenvoudig kan zijn overgegaan van Caesars plaats naar de latere stadstichting, zoals vaker gebeurde (o.a. Soissons en Poitiers). Het voornaamste argument tegen de gelijkstelling van Caesars Atuatuca met de latere stad, is dat op die plaats geen Romeinse vondsten zijn gedaan van voor 30 v.Chr., terwijl er te vaak in het Tongerse is gegraven om nog met stelligheid te kunnen zeggen dat "afwezigheid van bewijs geen bewijs van afwezigheid is". Statistisch gezien had in een zo goed doorvorst gebied iets moeten zijn gevonden. De Nederlandse archeoloog Nico Roymans denkt dat het vlak bij Tongeren gelegen Berg wel een goede kandidaat is, vanwege de vele Keltische muntvondsten in dat gebied.
Een andere kandidaat is de Oppidum Caestert, de versterking op het Plateau van Caestert tussen Kanne en Klein-Ternaaien ten zuiden van Maastricht, op de landrug tussen Maas en Jeker. Het keteldal zou dan de Jekervallei zijn, waarvan opgraver Heli Roosens de vondst van massagraven heeft genoemd. Omdat hij overleed voordat hij deze kon publiceren, en omdat zijn enige dendrochronologische datering de onmogelijke 30 v.Chr. opleverde, heeft in 2008 opnieuw onderzoek plaatsgevonden. Dat schreef de datering toe aan reparatiehout dat later is gebruikt  en toonde aan dat de plaats voordien al bewoond was.
Een alternatief komt naar voren uit de Peutingerkaart. Hierop staan de afstanden in Keltische mijlen van 2,22 kilometer tot Atuatuca vermeld vanaf Bavay, Nijmegen en Keulen. Projecteert men deze afstanden op de kaart, dan komt men precies uit in Luik waar de Ourthe uitmondt in de Maas. Deze locatie komt ook overeen met wat Caesar zegt: dat Atuatuca ligt aan het begin van een lang dal.